# Abra (prowincja)

Apayao

Abra – prowincja na Filipinach w regionie Cordillera Administrative Region, położona w północno-zachodniej części wyspy Luzon. Od północy graniczy z prowincją Ilocos Norte, od południa z prowincjami Ilocos Sur, od zachodu z prowincjami Apayao, Kalinga i Mountain Province. Powierzchnia: 4198,2 km². Liczba ludności: 230 953 mieszkańców (2007). Gęstość zaludnienia wynosi 55 mieszk./km². Stolicą prowincji jest Bangued.